# ヴォストック島
ヴォストック島（Vostok Island）は、中部太平洋に存在するキリバス領の無人島（環礁）。南部ライン諸島に属する。ステイヴァー島（Staver Island）という名前でも知られる他にも別名の多い島で、Vostokと綴りの異なるBostock Island、Wostock Island、Wostok Islandの他、アン島（Anne Island）、レヴィッツ島（Leavitts Island）、リーパー島（Reaper Island）などと呼ばれることもある。

## 地理と植物相、動物相
ヴォストック島は南緯10度6分 西経152度23分 / 南緯10.100度 西経152.383度に位置し、面積は24ヘクタール (59エーカー)である。最も近い島はライン諸島最南端の島、フリント島でヴォストック島の南南東158キロメートル (98マイル)の位置にある。カロリン島（ミレニアム島）は、東230キロメートル (140マイル)の位置にある。また、マルデン島は北北西709キロメートル (441マイル)の位置にある。
ヴォストック島は、サンゴ殻に由来する幅25 and 30メートル (82 and 98フィート)の砂浜に囲まれている。島内には環礁によく見られる礁湖は存在せず、淡水も存在しない。加えて淡水レンズの存在も確認されていない。ヴォストック島の大部分は厚さ1mほどの湿った泥炭層に根付くピソニア属の純群落である。これらの木々は最大で高さ30メートル (98フィート)に及ぶが、非常に高密度で自生しているため、これらの下には他の植物は生育することが出来ないほどである。ピソニア属以外には、草本のBoerhavia repensとSesuvium portulacastrumが生えている程度である。
ライン諸島の他の島々と同様に、1922年にはココヤシの苗木が移植されたが失敗に終わっている。その一方で、ココヤシが移植された近隣の島、フリント島やカロリン島では、ココヤシの自生に成功している。
注目すべき動物相としては、アカアシカツオドリ (Sula sula)、オオグンカンドリ (Fregata minor)、コグンカンドリ (Fregata ariel)、ヒメクロアジサシ (Anous minutus)、シロアジサシ (Gygis alba)、アオツラカツオドリ (Sula dactylatra)、カツオドリ (Sula leucogaster)、クロアジサシ (Anous stolidus)といった海鳥が挙げられる。知られている陸生の動物相は、ナンヨウネズミ、青色の尾をもつトカゲ、ヤシガニ、アオウミガメに尽きる。

## 歴史
ヴォストック島は、1820年にロシア人探検家のファビアン・ゴットリープ・フォン・ベリングスハウゼンによって発見され、ベリングスハウゼンの乗っていた船の名前、ヴォストーク（ロシア語: Восток、ロシア語ラテン翻字: Vostok）にちなんで名づけられた。1856年に成立したグアノ島法においてアメリカ合衆国が領有を主張したが、実際にグアノの採掘がおこなわれることはなかった。ヴォストック島に過去人が居住していたことがあるかについてははっきりしていないが、ナンヨウネズミが生息していることから、はるか昔にポリネシア人が島を訪れたことがあると考えられる。
ヴォストック島は結局、イギリス領のギルバートおよびエリス諸島に組み込まれ、1979年にキリバスが独立すると、周辺のライン諸島の島々と同様にキリバス領となった。アメリカ合衆国による領有の主張もキリバスの独立前まで行われていたが、キリバス独立後に結ばれたタラワ条約において、キリバスによる領有を公式に認め、領有権の主張を取り下げている。
ヴォストック島は現在、ヴォストック島自然保護区（Vostok Island Wildlife Sanctuary）に指定されている。また、2014年にキリバス政府は、南部ライン諸島の島（カロリン島（ミレニアム島）、フリント島、ヴォストック島、マルデン島、スターバック島）各々の周辺に12海里の禁漁区を設定した。
孤立しているため、時折訪れる科学者やヨット乗りを除いて、人が訪れることはほとんど無い。クルーズ客船のオーシャン・プリンセスの乗客は、フランス領ポリネシアからハワイへの航路の途中でヴォストック島を見ることが出来る。上陸は難しいと言われており、船を接岸できる場所も停泊できる場所も存在しない。

## ギャラリー

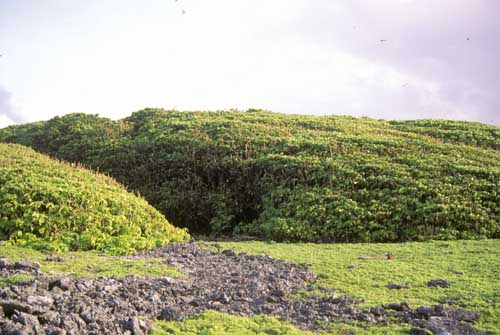
ヴォストック島の風に切り取られたピソニア属の木々
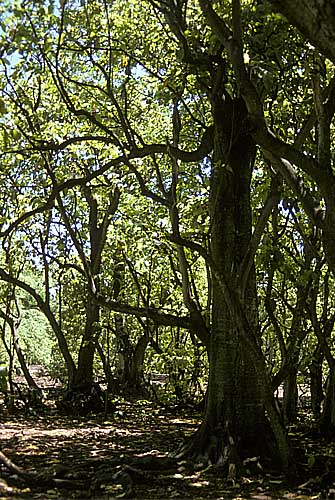
ヴォストック島を覆うピソニア属の木々の原生林
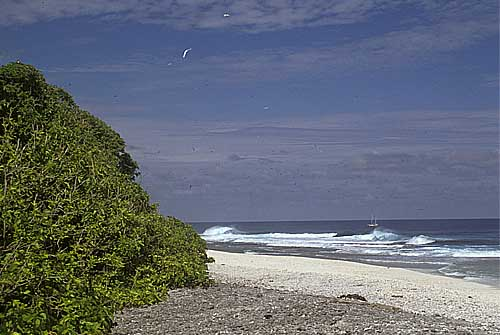
ヴォストック島の西海岸